# Manoir de Kerambris
Le manoir de Kerambris est un ancien édifice situé à Gourin en France.

## Localisation
Le manoir était situé sur le territoire de la commune de Gourin, au lieu-dit Kerambris, dans le département du Morbihan en région Bretagne.

## Description
Le manoir date des XVIe et XVIIe siècles. Édifice à un étage carré construit en moellon en schiste et granite, toiture à longs pans ; pignon couvert. Escalier hors-œuvre : escalier à vis sans jour.

## Historique
Le manoir est inscrit à l'inventaire général du patrimoine culturel en 1969.